# Klubi Futbollistik për Femra Mitrovica
Il Klubi Futbollistik për Femra Mitrovica, meglio conosciuto come K.F.F. Mitrovica o più semplicemente come Mitrovica, è una società calcistica femminile kosovara con sede a Kosovska Mitrovica.
Milita in Superliga Femrat, livello di vertice del campionato kosovaro di categoria.

## Storia

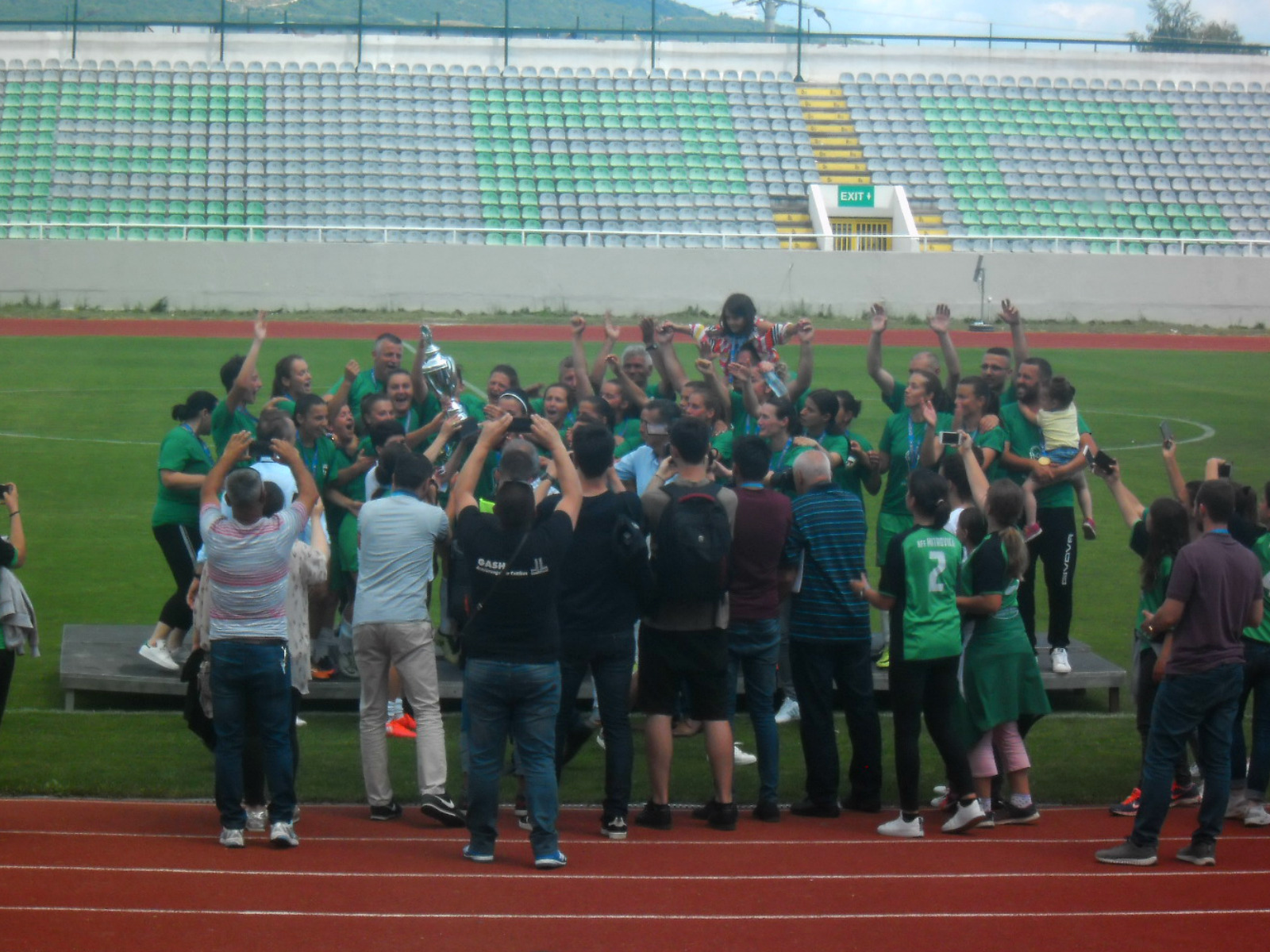
I festeggiamenti per la vittoria della Coppa del Kosovo 2017-2018, la prima di sempre del Mitrovica

La squadra è stata fondata nel 2014 e nella stagione 2017-2018 ha ottenuto il primo titolo nazionale, vincendo anche la coppa nazionale, double bissato la stagione successiva.
Nel 2018 ha esordito in Women's Champions League, uscendo nel turno di qualificazione, ultima con 0 punti nel girone che comprendeva le ceche dello Slavia Praga, le ungheresi dell'MTK Hungária e le turche del Ataşehir Belediyesi. Nella stagione successiva, nella stessa fase, il Mitrovica ha affrontato le rumene dell'U Olimpia Cluj, le bulgare dell'NSA Sofia e le montenegrine del Breznica, riuscendo a ribaltare i pronostici (la squadra era inserita in quarta fascia di sorteggio), vincendo tutte e 3 le gare, rispettivamente 2-1, 2-0 e 1-0, e qualificandosi per la fase ad eliminazione diretta.

## Colori e simboli

### Colori
Il completo da gioco principale del Mitrovica è verde scuro con pantaloncini e calzettoni neri, mentre la seconda maglia è bianca, con pantaloncini verdi e calzettoni bianchi.

### Simboli ufficiali

#### Stemma
Lo stemma adottato dal Mitrovica raffigura il monumento ai minatori di Kosovska Mitrovica con davanti un prato e un pallone da calcio.

## Strutture

### Stadio
Il Mitrovica disputa le sue partite interne allo Stadio olimpico Adem Jashari di Kosovska Mitrovica.

## Società

### Organigramma societario
- Presidente: Hajrullah Haxhiu
- Direttore sportivo: Adnan Ademi

## Palmarès

### Competizioni nazionali
- Campionato kosovaro: 6

2017-2018, 2018-2019, 2019-2020, 2020-2021, 2023-2024, 2024-2025
- Coppa del Kosovo femminile: 2

2017-2018, 2018-2019

### Partecipazioni alle competizioni europee
| Stagione  | Competizione             | Fase                 | Avversario          | Risultato | Risultato | Risultato |
| Stagione  | Competizione             | Fase                 | Avversario          | andata    | ritorno   | aggregato |
| --------- | ------------------------ | -------------------- | ------------------- | --------- | --------- | --------- |
| 2018-2019 | Women's Champions League | Fase a gironi        | MTK Hungária        | 1-6       | 1-6       | 1-6       |
| 2018-2019 | Women's Champions League | Fase a gironi        | Slavia Praga        | 0-4       | 0-4       | 0-4       |
| 2018-2019 | Women's Champions League | Fase a gironi        | Ataşehir Belediyesi | 1-6       | 1-6       | 1-6       |
| 2019-2020 | Women's Champions League | Fase a gironi        | U Olimpia Cluj      | 2-1       | 2-1       | 2-1       |
| 2019-2020 | Women's Champions League | Fase a gironi        | NSA Sofia           | 2-0       | 2-0       | 2-0       |
| 2019-2020 | Women's Champions League | Fase a gironi        | Breznica            | 1-0       | 1-0       | 1-0       |
| 2019-2020 | Women's Champions League | Sedicesimi di finale | Wolfsburg           |           |           |           |

## Organico

### Rosa 2019-2020
Rosa aggiornata alla stagione 2019-2020.
| N. |                    | Ruolo | Calciatrice      |
| -- | ------------------ | ----- | ---------------- |
| 1  | Albania (bandiera) | P     | Viona Rexhepi    |
| 2  | Albania (bandiera) | D     | Endrina Elezaj   |
| 3  | Kosovo (bandiera)  | D     | Fatbardha Osmani |
| 4  | Kosovo (bandiera)  | D     | Xhenete Kastrati |
| 5  | Kosovo (bandiera)  | D     | Liridona Syla    |
| 6  | Albania (bandiera) | D     | Gresa Haziri     |
| 7  | Kosovo (bandiera)  | A     | Qendresa Bajra   |
| 8  | Albania (bandiera) | A     | Ambra Gjegji     |
| 9  | Kosovo (bandiera)  | A     | Kaltrina Biqkaj  |
| 10 | Kosovo (bandiera)  | C     | Blerta Shala     |
| 11 | Kosovo (bandiera)  | A     | Edona Kryeziu    |

| N. |                    | Ruolo | Calciatrice                |
| -- | ------------------ | ----- | -------------------------- |
| 12 | Kosovo (bandiera)  | P     | Florentina Kolgeci         |
| 14 | Kosovo (bandiera)  | C     | Albijona Tahiri            |
| 16 | Kosovo (bandiera)  | C     | Marigone Tahiri            |
| 17 | Kosovo (bandiera)  | D     | Valentina Ternava          |
| 18 | Albania (bandiera) | C     | Xhemile Berisha (capitano) |
| 20 | Kosovo (bandiera)  | A     | Donjeta Halilaj            |
| 21 | Kosovo (bandiera)  | A     | Egzona Zeka                |
| 22 | Kosovo (bandiera)  | C     | Verona Berisha             |
| 33 | Kosovo (bandiera)  | C     | Gresa Berisha              |
| 77 | Albania (bandiera) | A     | Suada Jashari              |

### Staff tecnico
Staff tecnico aggiornato al 2018.
- Seid Onbashi - Allenatore
- Ramadan Hyseni - Allenatore in seconda
- Enes Shosholli - Preparatore dei portieri
- Lirije Fazliu - Dottore
- Sabit Hajra - Dottore